# Mauritz Kirstein
Mauritz Kirstein, född 22 november 1742, död (troligen) 1802, var en svensk riddarhuskamrerare.
Kirstein var riddarhuskamrerare och Kungliga Musikaliska Akademiens kamrerare 1782–1786. Kirstein förskingrade ur såväl akademiens som riddarhusets kassor och flydde till Köpenhamn där han verkade som hyrlakej. Han blev sedermera kypare i Göteborg. Kirstein var medlem av Par Bricole och hornist i Utile Dulci och invaldes som ledamot nr 58 av Kungliga Musikaliska Akademien den 27 mars 1773.